# 이동규 (바둑 기사)
이동규(李東奎, 1953년 5월 23일 ~ )은 대한민국의 前 바둑 기사이다.

## 학력
- 리라공업고등학교

## 약력
1971년에 입단하였고, 1999년 8단을 거쳐 2004년 은퇴하였다. 

## 본선
- 1971년 : 입단.
- 1974년 : 제1기 MBC국기전 준우승
- 1979년 : 제14기 왕위전, 최강자전 본선
- 1980년 : 제6기 최강자전 본선
- 1982년 : 국기전 본선(82~83 2년연속).
- 1984년 : 최고위전, 박카스배 본선
- 1985년 : 왕위전, KBS 바둑왕전, 대왕전, 명인전 본선
- 1987년 : 대왕전, 국수전 본선
- 1989년 : 박카스배, 대왕전, 제1기 동양증권배 본선
- 1990년 : 제9기 ~ 제10기 KBS 바둑왕전 본선(90~91 2년연속).
- 1991년 : 패왕전, 국수전, 대왕전, 바둑왕전 본선
- 1992년 : 제1기 ~ 제2기 SBS배 연승바둑최강전 본선(92~94 2년연속).
- 1993년 : 제4기 비씨카드배, 국수전 본선
- 1994년 : 제13기 KBS 바둑왕전 본선
- 1995년 : 패왕전 본선
- 1996년 : 연승바둑최강전 본선
- 1998년 : 제6기 배달왕전 본선
- 1999년 : 8단 승단.
- 2000년 : 제19기 KBS바둑왕전 본선
- 2004년 : 제1기 전자랜드배 왕중왕전 봉황부 16강
- 2004년 : 은퇴.